# Virgil Nestorescu
Virgil Nestorescu (Bucarest, 8 febbraio 1929 – 21 giugno 2018) è stato un compositore di scacchi rumeno.
Ha abbracciato tutti i campi della composizione scacchistica, dedicandosi particolarmente agli studi. Ha composto circa 450 lavori, tra cui 145 studi; per questi ultimi ha ottenuto 33 primi premi in concorsi internazionali. Compose diversi studi in collaborazione col suo connazionale Emilian Dobrescu.
Nel 1958 è stato nominato dalla FIDE, tramite la PCCC (Permanent Commission for Chess Composition), Giudice Internazionale della composizione. Nel 1991 ha ottenuto il titolo di Grande Maestro della composizione.
Nestorescu ha collaborato a diverse riviste. Dal 1954 al 1960 ha redatto la rubrica studi e problemi della Revista Română de Șah. Nel 1990 è stato il delegato della Romania al congresso della PCCC di Bratislava. Fa parte della Commissione Centrale per la Composizione della Federazione Rumena degli scacchi (Federația Română de Șah).
Ha pubblicato diversi libri, tra cui:
- Compoziția șahistă în România (con Emilian Nestorescu), Editura Stadion, Bucarest 1973
- Probleme și studii alese. Colectia arhi Sah 3, Gambit, Bucarest 1999
- Miniaturi în alb și negru,  Gambit, Bucarest 2003

## Uno studio di Virgil Nestorescu
|   | a | b | c | d | e | f | g | h |   |
| 8 | c7 re del bianco · h7 alfiere del bianco · b6 pedone del nero · g5 pedone del bianco · e4 pedone del bianco · d3 re del nero · g3 cavallo del bianco · a2 pedone del nero · d2 alfiere del nero · f2 pedone del bianco | c7 re del bianco · h7 alfiere del bianco · b6 pedone del nero · g5 pedone del bianco · e4 pedone del bianco · d3 re del nero · g3 cavallo del bianco · a2 pedone del nero · d2 alfiere del nero · f2 pedone del bianco | c7 re del bianco · h7 alfiere del bianco · b6 pedone del nero · g5 pedone del bianco · e4 pedone del bianco · d3 re del nero · g3 cavallo del bianco · a2 pedone del nero · d2 alfiere del nero · f2 pedone del bianco | c7 re del bianco · h7 alfiere del bianco · b6 pedone del nero · g5 pedone del bianco · e4 pedone del bianco · d3 re del nero · g3 cavallo del bianco · a2 pedone del nero · d2 alfiere del nero · f2 pedone del bianco | c7 re del bianco · h7 alfiere del bianco · b6 pedone del nero · g5 pedone del bianco · e4 pedone del bianco · d3 re del nero · g3 cavallo del bianco · a2 pedone del nero · d2 alfiere del nero · f2 pedone del bianco | c7 re del bianco · h7 alfiere del bianco · b6 pedone del nero · g5 pedone del bianco · e4 pedone del bianco · d3 re del nero · g3 cavallo del bianco · a2 pedone del nero · d2 alfiere del nero · f2 pedone del bianco | c7 re del bianco · h7 alfiere del bianco · b6 pedone del nero · g5 pedone del bianco · e4 pedone del bianco · d3 re del nero · g3 cavallo del bianco · a2 pedone del nero · d2 alfiere del nero · f2 pedone del bianco | c7 re del bianco · h7 alfiere del bianco · b6 pedone del nero · g5 pedone del bianco · e4 pedone del bianco · d3 re del nero · g3 cavallo del bianco · a2 pedone del nero · d2 alfiere del nero · f2 pedone del bianco | 8 |
| 7 | c7 re del bianco · h7 alfiere del bianco · b6 pedone del nero · g5 pedone del bianco · e4 pedone del bianco · d3 re del nero · g3 cavallo del bianco · a2 pedone del nero · d2 alfiere del nero · f2 pedone del bianco | c7 re del bianco · h7 alfiere del bianco · b6 pedone del nero · g5 pedone del bianco · e4 pedone del bianco · d3 re del nero · g3 cavallo del bianco · a2 pedone del nero · d2 alfiere del nero · f2 pedone del bianco | c7 re del bianco · h7 alfiere del bianco · b6 pedone del nero · g5 pedone del bianco · e4 pedone del bianco · d3 re del nero · g3 cavallo del bianco · a2 pedone del nero · d2 alfiere del nero · f2 pedone del bianco | c7 re del bianco · h7 alfiere del bianco · b6 pedone del nero · g5 pedone del bianco · e4 pedone del bianco · d3 re del nero · g3 cavallo del bianco · a2 pedone del nero · d2 alfiere del nero · f2 pedone del bianco | c7 re del bianco · h7 alfiere del bianco · b6 pedone del nero · g5 pedone del bianco · e4 pedone del bianco · d3 re del nero · g3 cavallo del bianco · a2 pedone del nero · d2 alfiere del nero · f2 pedone del bianco | c7 re del bianco · h7 alfiere del bianco · b6 pedone del nero · g5 pedone del bianco · e4 pedone del bianco · d3 re del nero · g3 cavallo del bianco · a2 pedone del nero · d2 alfiere del nero · f2 pedone del bianco | c7 re del bianco · h7 alfiere del bianco · b6 pedone del nero · g5 pedone del bianco · e4 pedone del bianco · d3 re del nero · g3 cavallo del bianco · a2 pedone del nero · d2 alfiere del nero · f2 pedone del bianco | c7 re del bianco · h7 alfiere del bianco · b6 pedone del nero · g5 pedone del bianco · e4 pedone del bianco · d3 re del nero · g3 cavallo del bianco · a2 pedone del nero · d2 alfiere del nero · f2 pedone del bianco | 7 |
| 6 | c7 re del bianco · h7 alfiere del bianco · b6 pedone del nero · g5 pedone del bianco · e4 pedone del bianco · d3 re del nero · g3 cavallo del bianco · a2 pedone del nero · d2 alfiere del nero · f2 pedone del bianco | c7 re del bianco · h7 alfiere del bianco · b6 pedone del nero · g5 pedone del bianco · e4 pedone del bianco · d3 re del nero · g3 cavallo del bianco · a2 pedone del nero · d2 alfiere del nero · f2 pedone del bianco | c7 re del bianco · h7 alfiere del bianco · b6 pedone del nero · g5 pedone del bianco · e4 pedone del bianco · d3 re del nero · g3 cavallo del bianco · a2 pedone del nero · d2 alfiere del nero · f2 pedone del bianco | c7 re del bianco · h7 alfiere del bianco · b6 pedone del nero · g5 pedone del bianco · e4 pedone del bianco · d3 re del nero · g3 cavallo del bianco · a2 pedone del nero · d2 alfiere del nero · f2 pedone del bianco | c7 re del bianco · h7 alfiere del bianco · b6 pedone del nero · g5 pedone del bianco · e4 pedone del bianco · d3 re del nero · g3 cavallo del bianco · a2 pedone del nero · d2 alfiere del nero · f2 pedone del bianco | c7 re del bianco · h7 alfiere del bianco · b6 pedone del nero · g5 pedone del bianco · e4 pedone del bianco · d3 re del nero · g3 cavallo del bianco · a2 pedone del nero · d2 alfiere del nero · f2 pedone del bianco | c7 re del bianco · h7 alfiere del bianco · b6 pedone del nero · g5 pedone del bianco · e4 pedone del bianco · d3 re del nero · g3 cavallo del bianco · a2 pedone del nero · d2 alfiere del nero · f2 pedone del bianco | c7 re del bianco · h7 alfiere del bianco · b6 pedone del nero · g5 pedone del bianco · e4 pedone del bianco · d3 re del nero · g3 cavallo del bianco · a2 pedone del nero · d2 alfiere del nero · f2 pedone del bianco | 6 |
| 5 | c7 re del bianco · h7 alfiere del bianco · b6 pedone del nero · g5 pedone del bianco · e4 pedone del bianco · d3 re del nero · g3 cavallo del bianco · a2 pedone del nero · d2 alfiere del nero · f2 pedone del bianco | c7 re del bianco · h7 alfiere del bianco · b6 pedone del nero · g5 pedone del bianco · e4 pedone del bianco · d3 re del nero · g3 cavallo del bianco · a2 pedone del nero · d2 alfiere del nero · f2 pedone del bianco | c7 re del bianco · h7 alfiere del bianco · b6 pedone del nero · g5 pedone del bianco · e4 pedone del bianco · d3 re del nero · g3 cavallo del bianco · a2 pedone del nero · d2 alfiere del nero · f2 pedone del bianco | c7 re del bianco · h7 alfiere del bianco · b6 pedone del nero · g5 pedone del bianco · e4 pedone del bianco · d3 re del nero · g3 cavallo del bianco · a2 pedone del nero · d2 alfiere del nero · f2 pedone del bianco | c7 re del bianco · h7 alfiere del bianco · b6 pedone del nero · g5 pedone del bianco · e4 pedone del bianco · d3 re del nero · g3 cavallo del bianco · a2 pedone del nero · d2 alfiere del nero · f2 pedone del bianco | c7 re del bianco · h7 alfiere del bianco · b6 pedone del nero · g5 pedone del bianco · e4 pedone del bianco · d3 re del nero · g3 cavallo del bianco · a2 pedone del nero · d2 alfiere del nero · f2 pedone del bianco | c7 re del bianco · h7 alfiere del bianco · b6 pedone del nero · g5 pedone del bianco · e4 pedone del bianco · d3 re del nero · g3 cavallo del bianco · a2 pedone del nero · d2 alfiere del nero · f2 pedone del bianco | c7 re del bianco · h7 alfiere del bianco · b6 pedone del nero · g5 pedone del bianco · e4 pedone del bianco · d3 re del nero · g3 cavallo del bianco · a2 pedone del nero · d2 alfiere del nero · f2 pedone del bianco | 5 |
| 4 | c7 re del bianco · h7 alfiere del bianco · b6 pedone del nero · g5 pedone del bianco · e4 pedone del bianco · d3 re del nero · g3 cavallo del bianco · a2 pedone del nero · d2 alfiere del nero · f2 pedone del bianco | c7 re del bianco · h7 alfiere del bianco · b6 pedone del nero · g5 pedone del bianco · e4 pedone del bianco · d3 re del nero · g3 cavallo del bianco · a2 pedone del nero · d2 alfiere del nero · f2 pedone del bianco | c7 re del bianco · h7 alfiere del bianco · b6 pedone del nero · g5 pedone del bianco · e4 pedone del bianco · d3 re del nero · g3 cavallo del bianco · a2 pedone del nero · d2 alfiere del nero · f2 pedone del bianco | c7 re del bianco · h7 alfiere del bianco · b6 pedone del nero · g5 pedone del bianco · e4 pedone del bianco · d3 re del nero · g3 cavallo del bianco · a2 pedone del nero · d2 alfiere del nero · f2 pedone del bianco | c7 re del bianco · h7 alfiere del bianco · b6 pedone del nero · g5 pedone del bianco · e4 pedone del bianco · d3 re del nero · g3 cavallo del bianco · a2 pedone del nero · d2 alfiere del nero · f2 pedone del bianco | c7 re del bianco · h7 alfiere del bianco · b6 pedone del nero · g5 pedone del bianco · e4 pedone del bianco · d3 re del nero · g3 cavallo del bianco · a2 pedone del nero · d2 alfiere del nero · f2 pedone del bianco | c7 re del bianco · h7 alfiere del bianco · b6 pedone del nero · g5 pedone del bianco · e4 pedone del bianco · d3 re del nero · g3 cavallo del bianco · a2 pedone del nero · d2 alfiere del nero · f2 pedone del bianco | c7 re del bianco · h7 alfiere del bianco · b6 pedone del nero · g5 pedone del bianco · e4 pedone del bianco · d3 re del nero · g3 cavallo del bianco · a2 pedone del nero · d2 alfiere del nero · f2 pedone del bianco | 4 |
| 3 | c7 re del bianco · h7 alfiere del bianco · b6 pedone del nero · g5 pedone del bianco · e4 pedone del bianco · d3 re del nero · g3 cavallo del bianco · a2 pedone del nero · d2 alfiere del nero · f2 pedone del bianco | c7 re del bianco · h7 alfiere del bianco · b6 pedone del nero · g5 pedone del bianco · e4 pedone del bianco · d3 re del nero · g3 cavallo del bianco · a2 pedone del nero · d2 alfiere del nero · f2 pedone del bianco | c7 re del bianco · h7 alfiere del bianco · b6 pedone del nero · g5 pedone del bianco · e4 pedone del bianco · d3 re del nero · g3 cavallo del bianco · a2 pedone del nero · d2 alfiere del nero · f2 pedone del bianco | c7 re del bianco · h7 alfiere del bianco · b6 pedone del nero · g5 pedone del bianco · e4 pedone del bianco · d3 re del nero · g3 cavallo del bianco · a2 pedone del nero · d2 alfiere del nero · f2 pedone del bianco | c7 re del bianco · h7 alfiere del bianco · b6 pedone del nero · g5 pedone del bianco · e4 pedone del bianco · d3 re del nero · g3 cavallo del bianco · a2 pedone del nero · d2 alfiere del nero · f2 pedone del bianco | c7 re del bianco · h7 alfiere del bianco · b6 pedone del nero · g5 pedone del bianco · e4 pedone del bianco · d3 re del nero · g3 cavallo del bianco · a2 pedone del nero · d2 alfiere del nero · f2 pedone del bianco | c7 re del bianco · h7 alfiere del bianco · b6 pedone del nero · g5 pedone del bianco · e4 pedone del bianco · d3 re del nero · g3 cavallo del bianco · a2 pedone del nero · d2 alfiere del nero · f2 pedone del bianco | c7 re del bianco · h7 alfiere del bianco · b6 pedone del nero · g5 pedone del bianco · e4 pedone del bianco · d3 re del nero · g3 cavallo del bianco · a2 pedone del nero · d2 alfiere del nero · f2 pedone del bianco | 3 |
| 2 | c7 re del bianco · h7 alfiere del bianco · b6 pedone del nero · g5 pedone del bianco · e4 pedone del bianco · d3 re del nero · g3 cavallo del bianco · a2 pedone del nero · d2 alfiere del nero · f2 pedone del bianco | c7 re del bianco · h7 alfiere del bianco · b6 pedone del nero · g5 pedone del bianco · e4 pedone del bianco · d3 re del nero · g3 cavallo del bianco · a2 pedone del nero · d2 alfiere del nero · f2 pedone del bianco | c7 re del bianco · h7 alfiere del bianco · b6 pedone del nero · g5 pedone del bianco · e4 pedone del bianco · d3 re del nero · g3 cavallo del bianco · a2 pedone del nero · d2 alfiere del nero · f2 pedone del bianco | c7 re del bianco · h7 alfiere del bianco · b6 pedone del nero · g5 pedone del bianco · e4 pedone del bianco · d3 re del nero · g3 cavallo del bianco · a2 pedone del nero · d2 alfiere del nero · f2 pedone del bianco | c7 re del bianco · h7 alfiere del bianco · b6 pedone del nero · g5 pedone del bianco · e4 pedone del bianco · d3 re del nero · g3 cavallo del bianco · a2 pedone del nero · d2 alfiere del nero · f2 pedone del bianco | c7 re del bianco · h7 alfiere del bianco · b6 pedone del nero · g5 pedone del bianco · e4 pedone del bianco · d3 re del nero · g3 cavallo del bianco · a2 pedone del nero · d2 alfiere del nero · f2 pedone del bianco | c7 re del bianco · h7 alfiere del bianco · b6 pedone del nero · g5 pedone del bianco · e4 pedone del bianco · d3 re del nero · g3 cavallo del bianco · a2 pedone del nero · d2 alfiere del nero · f2 pedone del bianco | c7 re del bianco · h7 alfiere del bianco · b6 pedone del nero · g5 pedone del bianco · e4 pedone del bianco · d3 re del nero · g3 cavallo del bianco · a2 pedone del nero · d2 alfiere del nero · f2 pedone del bianco | 2 |
| 1 | c7 re del bianco · h7 alfiere del bianco · b6 pedone del nero · g5 pedone del bianco · e4 pedone del bianco · d3 re del nero · g3 cavallo del bianco · a2 pedone del nero · d2 alfiere del nero · f2 pedone del bianco | c7 re del bianco · h7 alfiere del bianco · b6 pedone del nero · g5 pedone del bianco · e4 pedone del bianco · d3 re del nero · g3 cavallo del bianco · a2 pedone del nero · d2 alfiere del nero · f2 pedone del bianco | c7 re del bianco · h7 alfiere del bianco · b6 pedone del nero · g5 pedone del bianco · e4 pedone del bianco · d3 re del nero · g3 cavallo del bianco · a2 pedone del nero · d2 alfiere del nero · f2 pedone del bianco | c7 re del bianco · h7 alfiere del bianco · b6 pedone del nero · g5 pedone del bianco · e4 pedone del bianco · d3 re del nero · g3 cavallo del bianco · a2 pedone del nero · d2 alfiere del nero · f2 pedone del bianco | c7 re del bianco · h7 alfiere del bianco · b6 pedone del nero · g5 pedone del bianco · e4 pedone del bianco · d3 re del nero · g3 cavallo del bianco · a2 pedone del nero · d2 alfiere del nero · f2 pedone del bianco | c7 re del bianco · h7 alfiere del bianco · b6 pedone del nero · g5 pedone del bianco · e4 pedone del bianco · d3 re del nero · g3 cavallo del bianco · a2 pedone del nero · d2 alfiere del nero · f2 pedone del bianco | c7 re del bianco · h7 alfiere del bianco · b6 pedone del nero · g5 pedone del bianco · e4 pedone del bianco · d3 re del nero · g3 cavallo del bianco · a2 pedone del nero · d2 alfiere del nero · f2 pedone del bianco | c7 re del bianco · h7 alfiere del bianco · b6 pedone del nero · g5 pedone del bianco · e4 pedone del bianco · d3 re del nero · g3 cavallo del bianco · a2 pedone del nero · d2 alfiere del nero · f2 pedone del bianco | 1 |
|   | a | b | c | d | e | f | g | h |   |

Soluzione:
1. е5+  Rd4 (1. ... Rс3  2. е6 а1=D  3.е7 Dа7+  4. Rd6 Af4+  5. Rе6 Db8  6. Cе4+ e 7. Rf6 patta)

2. g6 ! (2. е6?  а1=D  3. е7  Dа7+  4. Rс8  Axg5  5. е8=D  Dа8+  6. Rd7  Da4+ e vince)

2. ...Af4  3. g7 !!  (il bianco sacrifica il pedone per creare una posizione di scacco perpetuo)

3. ...Axe5+  4. Rd7!  Axg7  5. Ce2+  Re5 (5. ...Rc5? 6. Ce1!)

6. f4+  Rf6  7. Cс3!  а1=D   8. Cе4+   Rf7   9. Cg5+  Rf8

10. Ce6+  Rf7  11. Cg5+  Rf6  12. Ce4+  — patta.